# (473017) 2015 HX55
(473017) 2015 HX55 es un asteroide perteneciente al cinturón de asteroides, descubierto el 13 de noviembre de 2006 por el equipo del Spacewatch desde el Observatorio Nacional de Kitt Peak, Arizona, Estados Unidos.

## Designación y nombre
Designado provisionalmente como 2015 HX55.

## Características orbitales
2015 HX55 está situado a una distancia media del Sol de 3,056 ua, pudiendo alejarse hasta 3,663 ua y acercarse hasta 2,449 ua. Su excentricidad es 0,198 y la inclinación orbital 12,62 grados. Emplea 1951 días en completar una órbita alrededor del Sol.

## Características físicas
La magnitud absoluta de 2015 HX55 es 16.